# Jasur
Jasur (hebr. יסעור) – kibuc położony w Samorządzie Regionu Matte Aszer, w Dystrykcie Północnym, w Izraelu. Członek Ruchu Kibuców (Ha-Tenu’a ha-Kibbucit).

## Położenie
Kibuc Jasur jest położony na wysokości 18 metrów n.p.m. w północnej części równiny przybrzeżnej Izraela. Leży u podnóża wzgórz Zachodniej Galilei, w odległości 6 km na wschód od wybrzeża Zatoki Hajfy. Na wschód od kibucu wznosi się wzgórze Giwat Javor (86 m n.p.m.). Dalej są położone wzgórza Har Gamal (324 m n.p.m.) i Har Gillon (367 m n.p.m.), za którymi rozpoczyna się Dolina Bet ha-Kerem wyznaczająca granicę między Dolną a Górną Galileą. Na południe od kibucu przepływa strumień Hilazon. W otoczeniu kibucu Jasur znajdują się miasta Tamra, Szefaram, Kirjat Atta, Kirjat Bialik i Akka, miejscowości Sza’ab, Kabul i Dżudajda-Makr, kibuce Afek, Kefar Masaryk i En ha-Mifrac, moszawy Achihud i Ja’ad, oraz wioska komunalna Gilon. Na wschodzie jest położona strefa przemysłowa Bar Lev.

### Podział administracyjny
Jasur jest położony w Samorządzie Regionu Matte Aszer, w Poddystrykcie Akka, w Dystrykcie Północnym.

## Demografia
Stałymi mieszkańcami kibucu są wyłącznie Żydzi. Tutejsza populacja jest świecka:

Źródło danych: Central Bureau of Statistics.

## Historia
Pierwotnie w okolicy tej znajdowała się arabska wioska al-Birwa. Na początku XX wieku tutejsze ziemie zaczęły wykupywać od arabskich właścicieli żydowskie organizacje syjonistyczne. Przyjęta 29 listopada 1947 roku Rezolucja Zgromadzenia Ogólnego ONZ nr 181 przyznała te tereny państwu arabskiemu. Podczas wojny domowej w Mandacie Palestyny w 1948 roku w okolicy operowały siły Arabskiej Armii Wyzwoleńczej, które paraliżowały żydowską komunikację w całej Galilei. Podczas I wojny izraelsko-arabskiej Izraelczycy przeprowadzili w lipcu 1948 roku operację „Dekel”, podczas której w dniu 11 lipca zajęli wioskę al-Birwa. Wszystkich mieszkańców wysiedlono, a następnie wyburzono jej domy.
Współczesny kibuc został założony w styczniu 1949 roku przez członków młodzieżowej organizacji syjonistycznej Ha-Szomer Ha-Cair z Wielkiej Brytanii i Węgier. Początkowo nowa osada nazywała się Sza'ar le-Galil (hebr. שער לגליל; pol. Brama do Galilei) i była położona bliżej wybrzeża przy kibucu Kefar Masaryk. Następnie przeniesiono ją w obecny rejon, ale nieco bardziej na północ, w rejon dzisiejszego lasu przy moszawie Achihud. Dopiero w 1950 roku zmieniono lokalizację na obecną. Zajęto wówczas część terenów zniszczonej arabskiej wioski Ad-Damun. W 1956 roku kibuc został wzmocniony przez imigrantów z Brazylii. Po kryzysie gospodarczym lat 90. XX wieku, kibuc przeszedł w 2000 roku proces prywatyzacji.

### Nazwa
Nazwa kibucu Jasur pochodzi od hebrajskiej nazwy ptaka puffinus, który zamieszkuje otwarte morza całego świata. Nawiązywało to do pragnienia pierwszych mieszkańców kibucu, że będą utrzymywać się z rybołówstwa.

## Edukacja
Kibuc utrzymuje przedszkole. Starsze dzieci są dowożone do gimnazjum i szkoły średniej w kibucu Ewron.

## Kultura i sport
W kibucu znajduje się ośrodek kultury z biblioteką. Z obiektów sportowych jest basen pływacki oraz sala sportowa z siłownią.

## Infrastruktura
W kibucu jest przychodnia zdrowia, sklep wielobranżowy, stacja benzynowa i warsztat mechaniczny.

## Gospodarka
Gospodarka kibucu opiera się na rolnictwie i sadownictwie. Uprawy polne obejmują bawełnę, kukurydzę, pszenicę, pomidory i arbuzy. W sadach uprawia się awokado i granaty. Hodowla bydła mlecznego posiada 300 krów oraz cielęta przeznaczone na rzeź. Jest tu także ferma drobiu. Część mieszkańców pracuje poza kibucem, dojeżdżając do pobliskich stref przemysłowych.

## Transport
Z kibucu wyjeżdża się na wschód na drogę nr 70, którą jadąc na północny zachód dojeżdża się do moszawu Achihud i skrzyżowania z drogą ekspresową nr 85, lub jadąc na południowy wschód do skrzyżowania z drogą nr 805 (prowadzi na wschód do moszawu Ja’ad) i dalej do miasta Tamra.